# Luis Yanes
Luis Alfredo Yanes Padilla (Santa Marta, 29 ottobre 1982) è un ex calciatore colombiano, di ruolo attaccante.